# 石手川公園
石手川公園（いしてがわこうえん）は、石手川の河川敷を利用した愛媛県松山市にある公園。

## 概要
1915年に新立橋から朝生田渡（末広橋）までの石手川北岸に開設された。戦後の1962年から都市公園として再整備が進められ、遍路橋から市坪橋までの延長約5.5km、左右両岸約20haに広げられた。
遊具、広場、スポーツ施設が点在している。松山市中心部に近く、伊予鉄道横河原線石手川公園駅が隣接しているため、アクセスの利便性が高い。
公園内には桜が植樹されており、花見スポットとしても利用できる。

## 交通アクセス

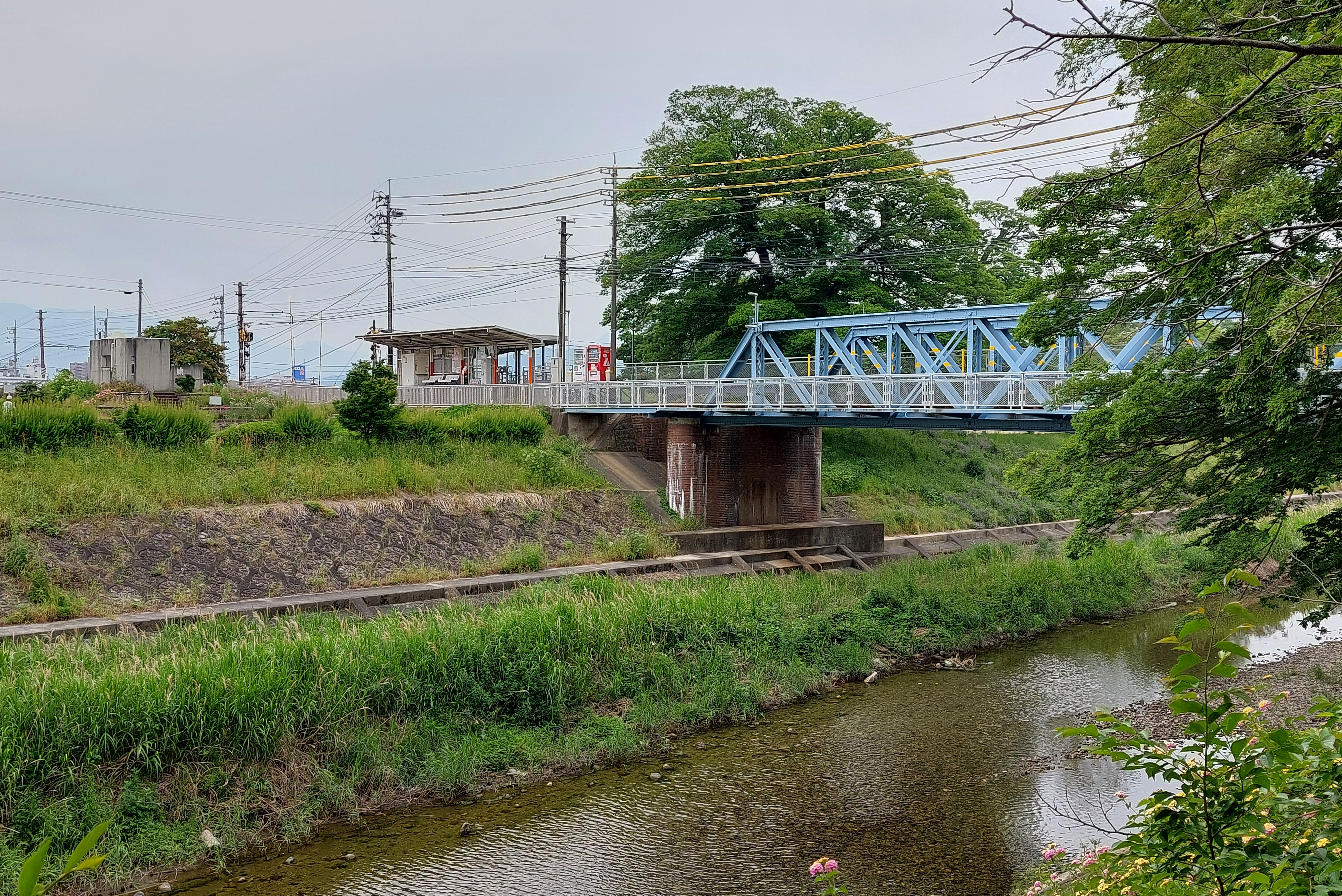
石手川公園駅

- 伊予鉄道横河原線石手川公園駅からすぐ